# Péricles Chamusca
Péricles Chamusca (ur. 29 września 1965) – brazylijski trener piłkarski.

## Kariera trenerska
Pracował jako trener w Vitória, Santa Cruz, Mirassol, Rio Branco, América, Porto, CSA, Corinthians Alagoano, Confiança, Brasiliense, Caxias, Santo André, São Caetano, Goiás EC, Botafogo, Oita Trinita, Sport Recife, Avaí FC, Al-Arabi, El-Jaish, Portuguesa, Coritiba, Júbilo Iwata, Al-Gharafa i Nadi asz-Szab.